# Église Saint-Viâtre de Saint-Viâtre
L'église Saint-Viâtre est une église catholique édifiée au VIIIe siècle, située à Saint-Viâtre, en Sologne, en France.

## Localisation
L'église est située dans le département français de Loir-et-Cher, sur la commune de Saint-Viâtre dans le diocèse de Blois.
L'église fait partie du groupement inter-paroissiale de Lamotte-Beuvron, Vouzon, Chaon, Souvigny-en-Sologne, Saint-Viâtre et Marcilly-en-Gault.

## Historique
L'église possède une crypte primitive du VIIIe siècle où se trouve le tombeau de Saint Viâtre, une nef lambrissée et des vitraux Renaissance, un polyptyque du début du XVIe siècle attribué à l'école flamande et représentant la Passion du Christ, et la vie de saint Viâtre. Son clocher est surmonté d'une flèche octogonale qui est tordue au sommet, ce qui lui donne l'appellation de clocher tors.